# Agathiopsis angustifascia
Agathiopsis angustifascia är en fjärilsart som beskrevs av W. Warren 1912. Agathiopsis angustifascia ingår i släktet Agathiopsis och familjen mätare. Inga underarter finns listade i Catalogue of Life.